# Thuringwethil
Thuringwethil (Žena ze skrytého stínu) je fiktivní postava z legendária Středozemě J. R. R. Tolkiena. Její kůži použila Lúthien jako převlek, když vstoupila do Angbandu na výpravě za Silmarily. Thuringwethil byla upírka, Sauronův posel, pravděpodobně Maia, přijala podobu tvora, podobného netopýru. Na každém kloubu jejích křídel byly železné drápy.